# Шален (Ен)
Шален (фр. Chaleins) је насељено место у Француској у региону Рона-Алпи, у департману Ен (Рона-Алпи).
По подацима из 2011. године у општини је живело 1156 становника, а густина насељености је износила 68,0 становника/km².

## Демографија
| 1962. | 1968. | 1975. | 1982. | 1990. | 2011. |
| ----- | ----- | ----- | ----- | ----- | ----- |
| 485   | 461   | 428   | 594   | 754   | 1.156 |